# Stora Nyckelviken

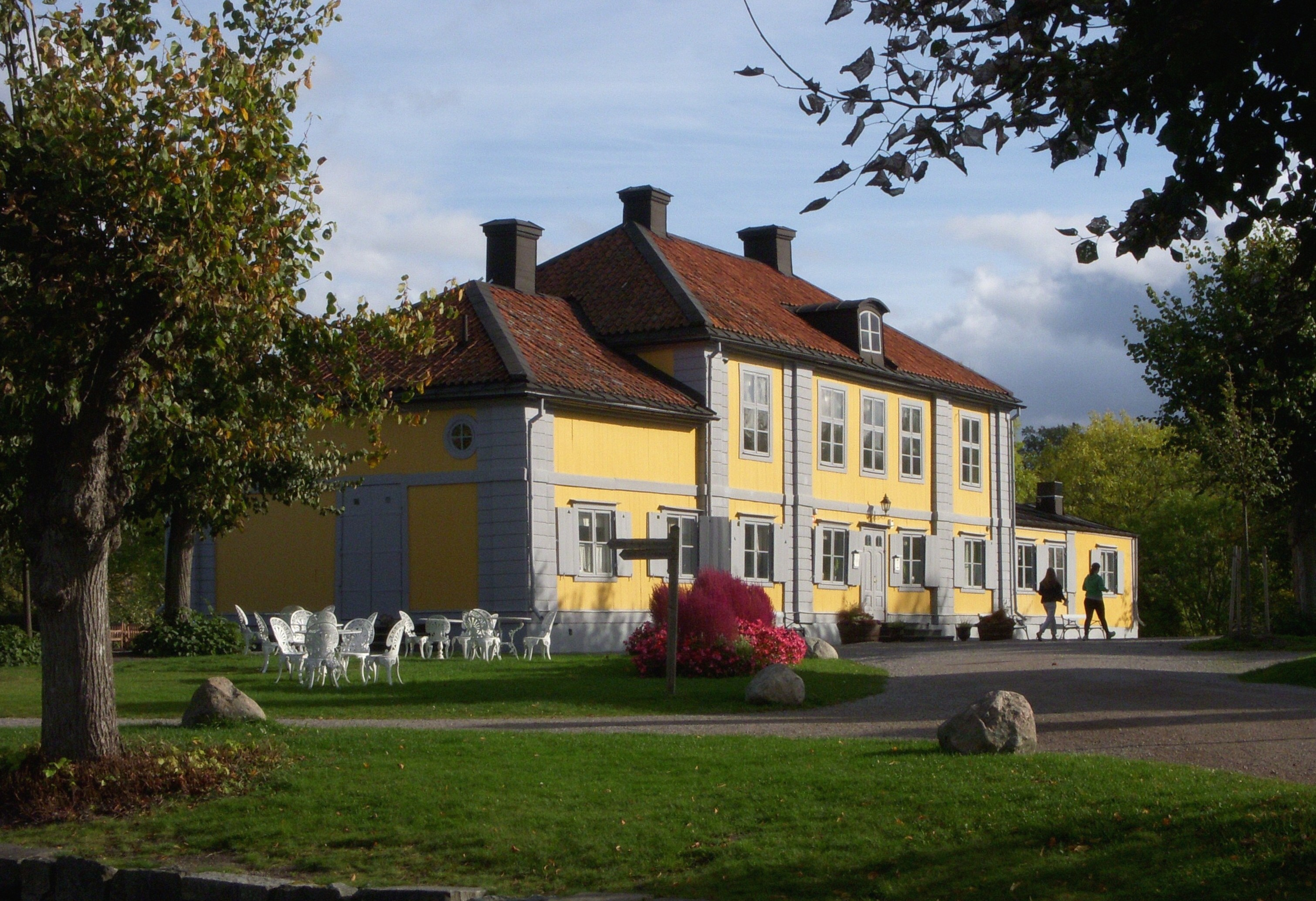
Das Hauptgebäude im Jahr 2011

Stora Nyckelviken ist ein ehemaliger Herrenhof und jetziges Ausflugsziel in der schwedischen Gemeinde Nacka östlich von Stockholm. Die Landschaft um die Gebäude ist als Naturreservat ausgewiesen und im Nordosten befindet sich die Bucht Nyckelviken. Diese ist ein Teil des Meerbusens Saltsjön, der zur Ostsee zählt. Das Gut ist seit 1989 zusammen mit dem in der Nähe liegenden kleinen Hof Lilla Nyckelviken als Baudenkmal (byggnadsminne) anerkannt.

## Geschichte
Das Gut Nyckelviken hatte eine Vielzahl von Besitzern und für bestimmte Zeiträume sind die Besitzverhältnisse nicht dokumentiert. Der erste verzeichnete Eigentümer war Sten Sture der Ältere. Es ging danach an die Schwarzbrüdergesellschaft des Dominikanerordens. Nachdem Gustav I. Wasa 1527 einen Rechtstreit gegen die Kirche gewann, war das Gut Eigentum des Staates. Im Juli 1557 beschloss der König Stora Nyckelviken an das Hospital Danviken zu schenken. Für die Zeit bis Mitte des 18. Jahrhunderts sind verschiedene Eigentümer bekannt, jedoch ist unklar, ob sie auf dem Hof wohnten. Das heutige Hauptgebäude wurde ab 1748 unter Herman Petersen errichtet, der Direktor der Schwedischen Ostindien-Kompanie war. In den folgenden Jahren entstanden auf dem Gelände mehrere Zusatzbauten. Unter Besitzern wie dem französischen Botschafter Louis Auguste le Tonellier de Breteuil, dem Reidemeister Johan Abraham Grill und dem Geschäftsmann Johan Dreyer entwickelte sich das Gut zu einem Platz für Feste der High Society Stockholms. Als Prinzessin Hedwig von Schleswig-Holstein-Gottorf vor ihrer Verlobung mit dem späteren König Karl XIII. in Schweden eintraf, ruhte sie sich in Stora Nyckelviken aus und wurde dabei von 100 Angehörigen der königlichen Leibgarde bewacht. Danach setzte sich die Reihe der verschiedenen Besitzer fort, mit Ausnahme eines etwa 100-jährigen Eigentums der Familie des Priesters und Reichstagsabgeordneten Gustaf Beskow. Laut Lokalen Nachrichten besuchte die Sängerin Jenny Lind 1860 das Gut und sang lauthals am Ufer der Bucht, was hunderte Boote mit Zuhörern anlockte. Im Jahr 1944 ging Stora Nyckelviken an die Gemeinde Nacka.

## Gebäude und Umgebung
Im Hauptgebäude gibt es ein in der warmen Jahreszeit geöffnetes Café und es werden Festlichkeiten zu privaten oder geschäftlichen Anlässen sowie zu den traditionellen schwedischen Feierlichkeiten wie Kräftskiva oder um Weihnachten Julbord angeboten. Dem Gut sind ein Bauernhof mit Haustieren, eine Gärtnerei mit geführten Besichtigungen, ein beleuchteter Wanderweg und andere Wege für Spaziergänger und Radfahrer angeschlossen. In einem Flügel des Hofes ist das Heimatmuseum der Gemeinde eingerichtet, wo einige Szenen aus der Geschichte des Ortes nachgestellt sind.

## Bilder

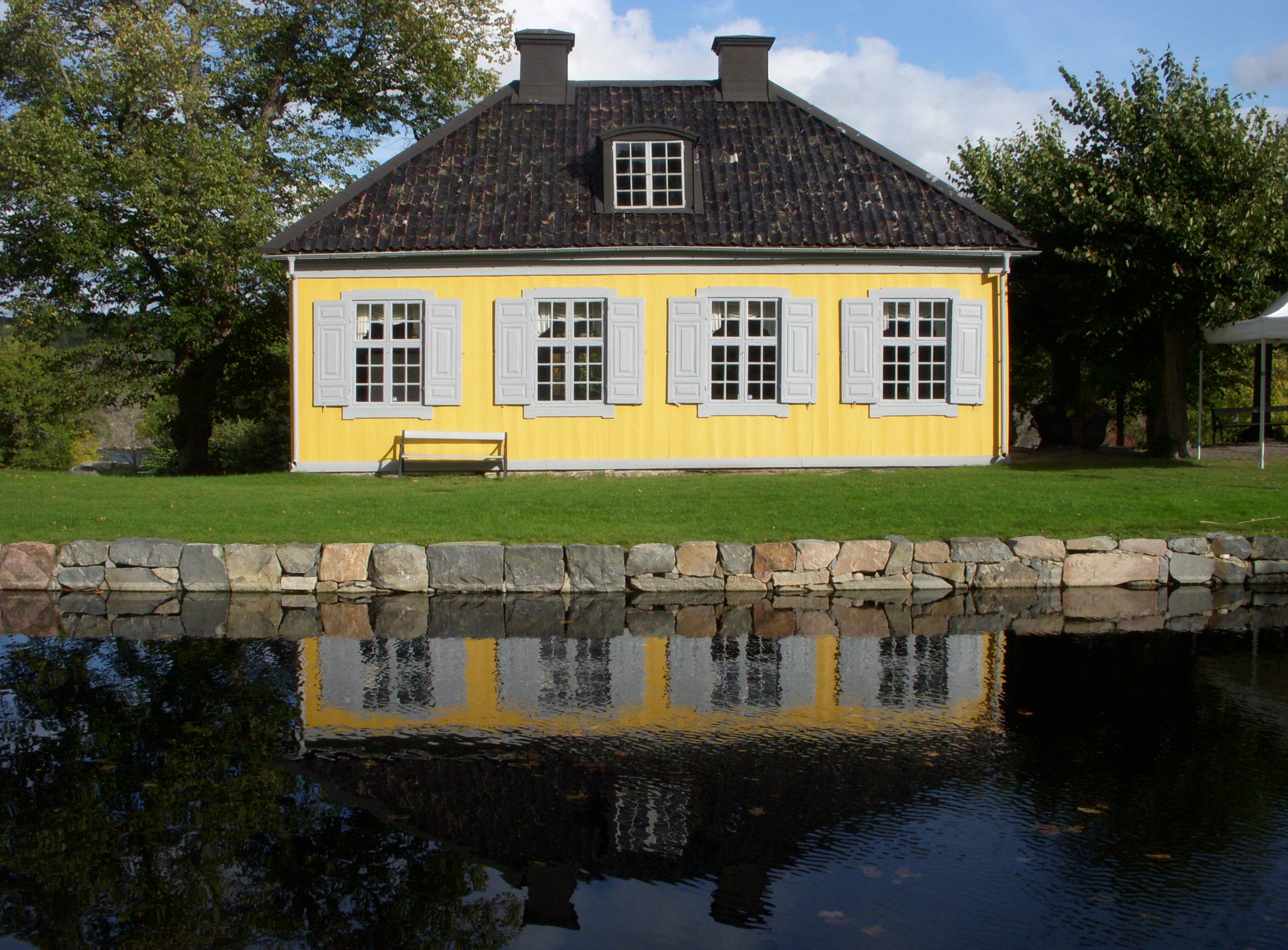
Seitenflügel mit Billardsaal
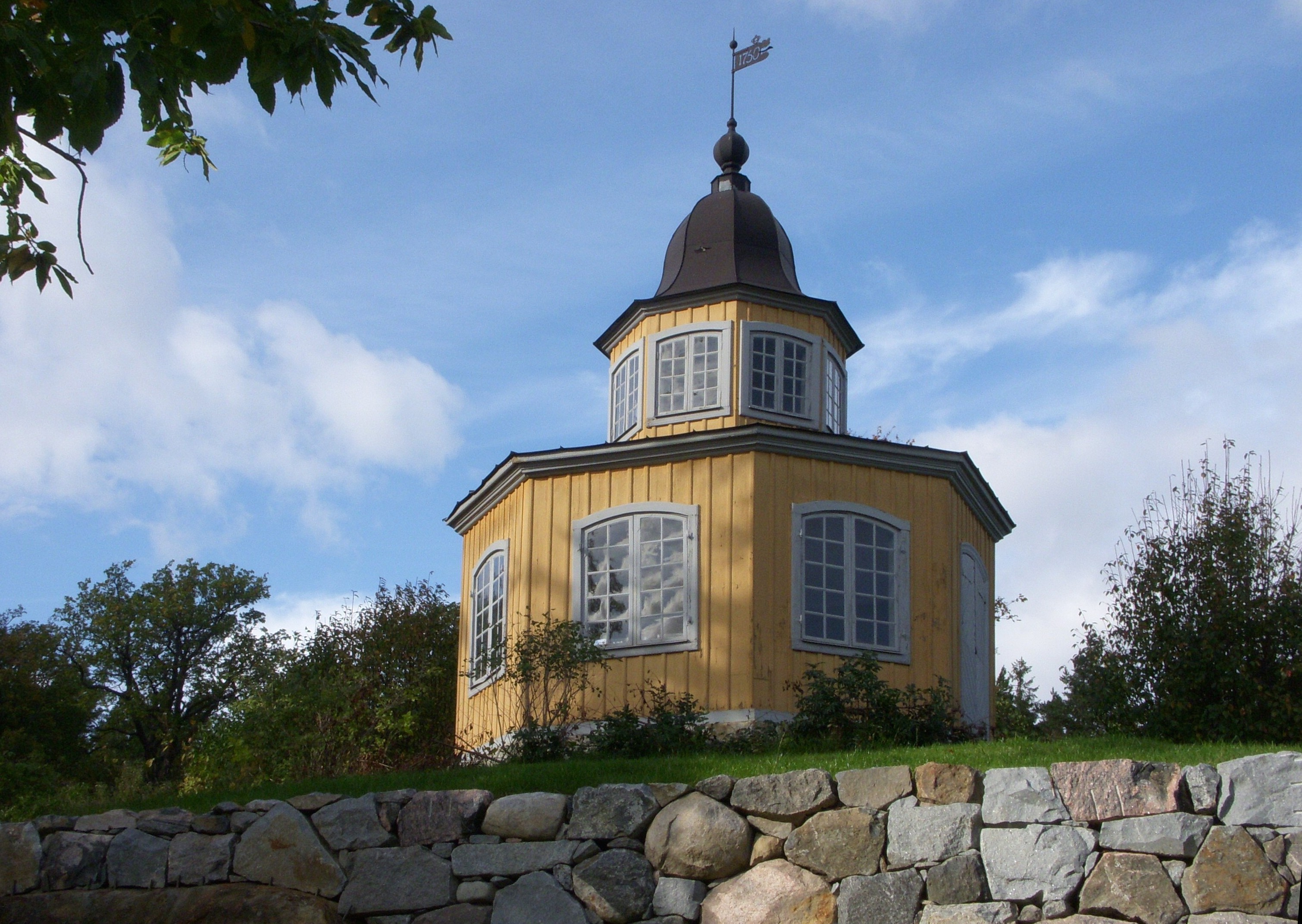
Das Lusthaus
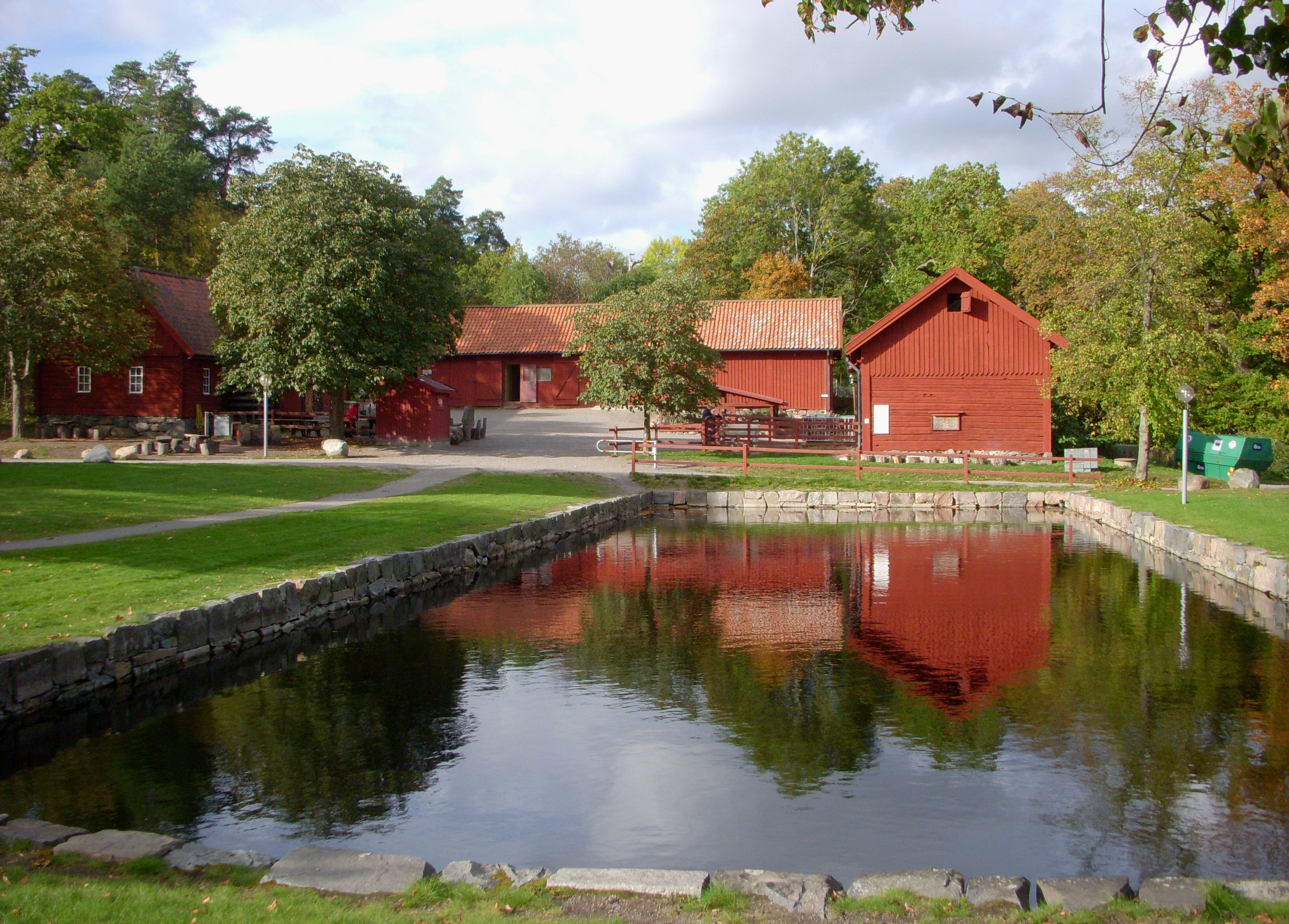
Blick zum Bauernhof über den "Spiegelteich"
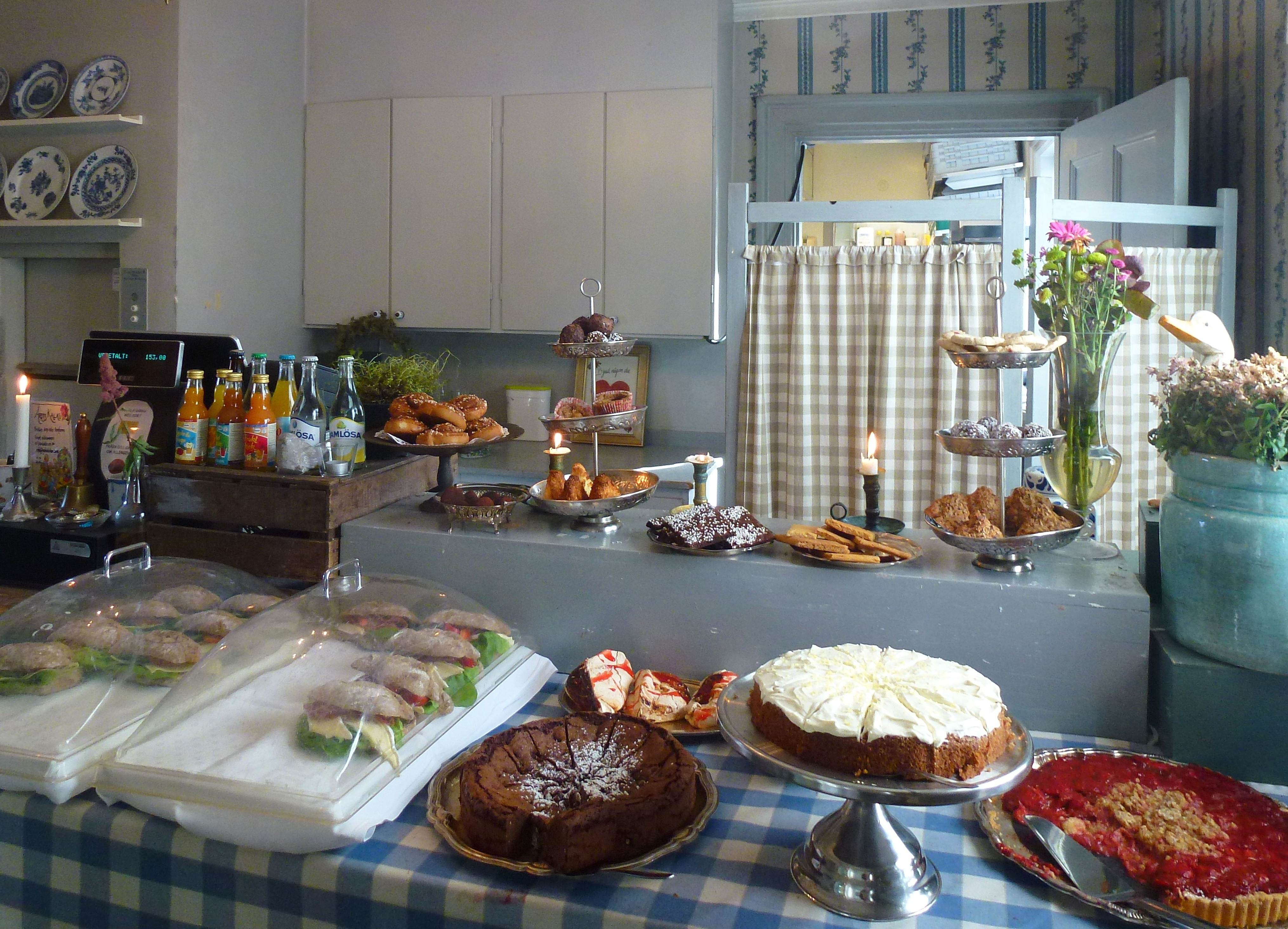
Im Café
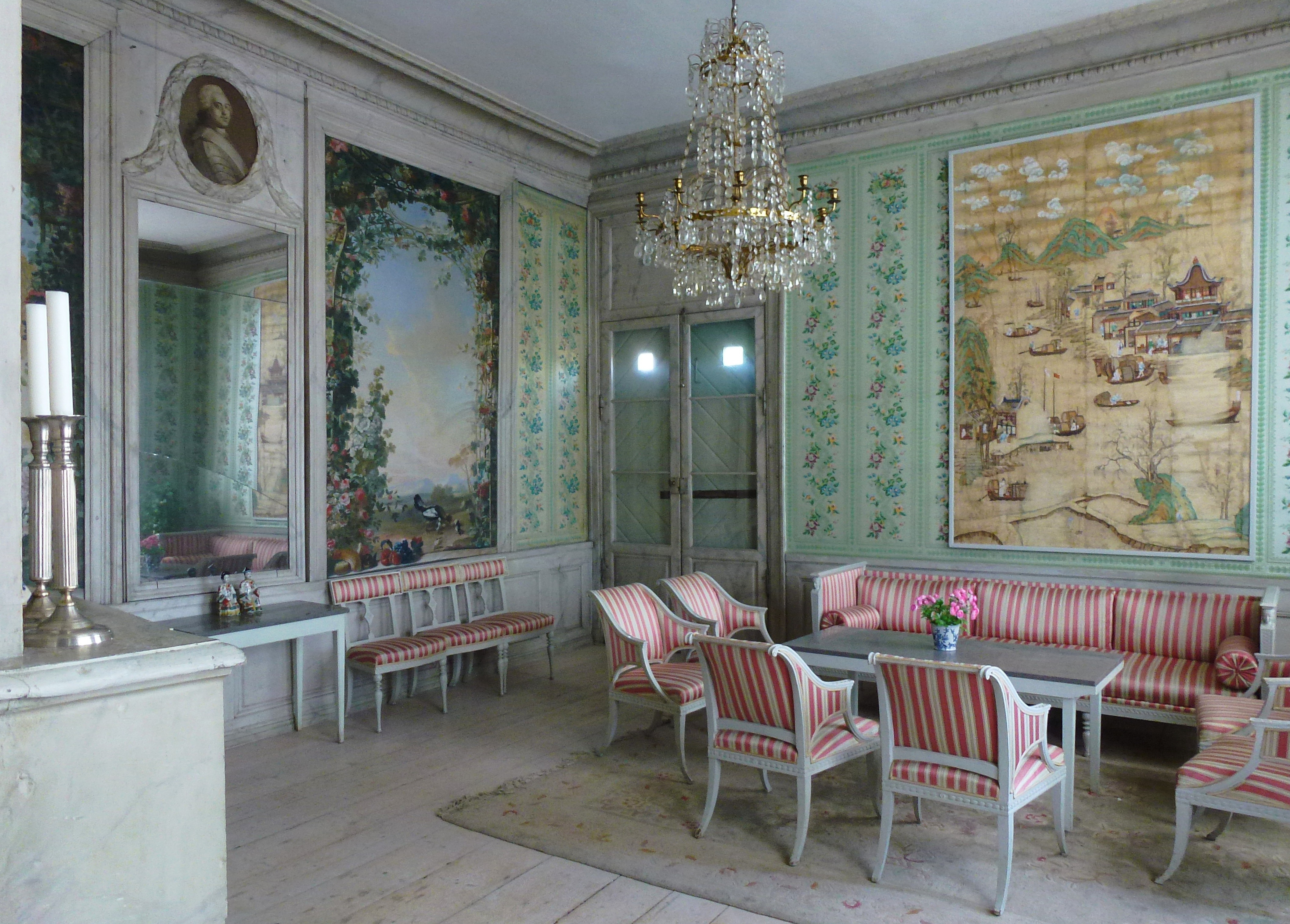
Der französische Salon